# Voldby (Kauslunde Sogn)
 For alternative betydninger, se Voldby. (Se også artikler, som begynder med Voldby)
Voldby er en lille landsby 400 m nord for Fynske Motorvej, 3 km øst for Middelfart. Landsbyen har en historie, der går tilbage til middelalderen, og har været præget af landbrug og håndværk. I dag har landsbyen et aktivt lokalsamfund med en Facebook-gruppe, hvor man kan dele begivenheder, nyheder og andet. Landsbyen har også en årlig høstfest, som er en tradition, der stammer fra 1950’erne. Landsbyen hører til Kauslunde Sogn, som har et lokalhistorisk arkiv, der indeholder arkivalier om Kauslunde, Skrillinge, Svenstrup og Voldby.